# 深鹽路
深盐路是深圳市内一条东西走向的道路，全线位于盐田区；西接罗沙路、沙盐路，东至北山道、盐坝高速公路并与盐梅路相接。
全线为 360省道（核龙线）的一部分。

## 主要交汇道路
- 罗沙路、沙盐路（起点）
- 盐坝高速公路、盐排高速公路（梧桐山道立交）
- 明珠大道、洪安路（明珠立交）
- 东海道
- 盐坝高速公路（北山立交）、盐梅路、北山道（终点）

## 沿途地铁站
深圳地鐵8號綫在沿线設有以下車站：
- 沙头角站
- 海山站
- 盐田港西站
- 沙头村站

## 沿途公交车站
- 深盐沙盐路口站（原盐田新一佳站）
- 盐田区政府站
- 盐田汽车站
- 沙头角保税区站
- 海港大厦站
- 盐田站

## 沿途主要建筑
- 盐田区政府
- 壹海城
- 鹽田港